# 伯奇克里克鎮區 (明尼蘇達州派恩縣)
伯奇克里克鎮區（英語：Birch Creek Township）是位於美國明尼蘇達州派恩縣的一個行政鎮區。

## 地方資料
伯奇克里克鎮區的面積為90.84平方千米，當中陸地面積為90.81平方千米，而水域面積為0.02平方千米。根據2020年美國人口普查的數據，當地共有人口228人，而人口密度為每平方千米2.51人。